# Profezia (romanzo)
Profezia è un romanzo di Marco Buticchi pubblicato da Longanesi nel 2000. È il terzo in cui appaiono l'agente segreto israeliano Oswald Breil e la storica/restauratrice italiana Sara Terracini.

## Trama

### 1291-1314
San Giovanni d'Acri, Palestina, 1291. La città è l'ultimo baluardo cristiano in Terrasanta. Guillaume de Beaujeu, Gran Maestro del Tempio, vista la mala parata a causa dell'enorme numero delle truppe del sultano d'Egitto, incarica il giovane cavaliere Bertrand de Rochebrune di una delicata missione: salvare donne, bambini e un prezioso documento. Assieme a un contingente di fanti prende vela verso la Francia. Durante la navigazione salva (e successivamente adotta) una bambina moresca di nome Shirinaze dal naufragio di una fusta mora. La galea templare, avendo subito dei gravi danni nella stessa tempesta in cui era affondata la fusta mora, è costretta a far porto a Recanati, dove la bimba viene curata; il capitano della galea, con cui Bertrand aveva stretto una sincera amicizia, gli dona tre dobloni d'argento con incisi da una parte il simbolo dei Templari (due cavalieri che montano lo stesso cavallo), e dall'altra un nodo marinaresco, la gassa d'amante, in ricordo di quella traversata. Successivamente la spedizione templare prosegue il viaggio via terra e si reca a Piacenza, dopo aver lasciato uno dei dobloni ai marchesi di Recanati che lo avevano ospitato. Nella città emiliana vivono dei cugini di Bertrand, i conti di Valnure. Qui Bertrand, convinto dal cugino Lorenzo, apre il cofanetto che gli aveva affidato Guillaume, scoprendo che contiene il testamento del fondatore dell'Ordine Templare Hugues de Payns, assieme a una serie di oscure profezie.
Isola di Ruad, 1302. Dopo aver consegnato il cofanetto ai confratelli di Parigi, Bertrand, assieme a Shirinaze, oramai adolescente, e al figlio del cugino, il giovane aspirante cavaliere Luigi di Valnure, viene mandato dal nuovo Gran Maestro Jacques de Molay nella roccaforte templare dopo alcuni anni trascorsi a Cipro. Passano alcuni giorni e il Gran Maestro gli chiede di recarsi in Francia per indagare su una serie di voci riguardo a una cospirazione ardita da Filippo il Bello; gli uomini del sovrano, infatti, stanno scientemente divulgando infamie e maldicenze sull'Ordine templare, probabilmente per impossessarsi delle sue immense ricchezze. Tutto ciò è la premessa alla tragica grande retata del 13 ottobre 1307, quando la maggior parte dei cavalieri templari fu incarcerata. Bertrand, su preciso incarico di de Molay, che rimane in Francia per difendere l'onore dell'Ordine, fugge in Scozia con una flotta di navi da guerra, portando con sé il vero tesoro dei Templari, ossia ciò che essi trovarono nei sotterranei del perduto Tempio di Salomone; successivamente la maggior parte dei sopravvissuti si nasconde in una terra allora ancora inesplorata (l'attuale Florida), ove fraternizza con una tribù di pacifici nativi. Dopo una serie di drammatiche vicissitudini, Bertrand, assieme al barone St Clair di Roslin, a Luigi di Valnure (nel frattempo sposato con Shirinaze) e al nobile francese fedele al Tempio Jean Marie de Serrault, fonda una società segreta (il Nuovo Ordine dei Poveri Cavalieri di Cristo) per poter difendere il trono di Pietro (che loro pensavano occupato da un usurpatore) e per ristabilire l'onore dei Templari. Come emblema della società segreta scelgono la forma stilizzata di una gassa d'amante.
1314. Dopo una serie di drammatiche vicende fra Piacenza (ove muoiono il conte Lorenzo di Valnure e Shirinaze) e il Mediterraneo (dove Luigi, naufragato dopo aver svolto un'infruttuosa missione diplomatica presso l'ordine dei Cavalieri dell'Ospedale di San Giovanni, viene salvato dall'emiro padre di Shirinaze, che sopravvisse allo stesso naufragio in cui sua figlia venne tratta in salvo da Bertrand), de Rochebrune e Luigi fanno ritorno a Parigi, dove assistono all'esecuzione di de Molay. Tornati in Scozia, partecipano alla Battaglia di Bannockburn a fianco delle truppe scozzesi che, nonostante il numero nettamente inferiore rispetto a quelle inglesi, con l'aiuto del battaglione templare ottengono la vittoria, pagando un caro prezzo con la perdita del Gran Maestro de Rochebrune, che verrà sepolto in un monumento degno di lui.

### 1978-1987
Ekaterinburg, Unione Sovietica. Iosif Drostin è un anonimo operaio, nipote di un sergente che partecipò all'eccidio dello zar Nikolaj Romanov e della famiglia, avvenuto nella stessa città di Ekaterimburg nel luglio 1918. L'anziano ex sergente gli lasciò una serie di scritti con la descrizione precisa dell'eccidio, e di come più tardi fu costretto a uccidere un commilitone che aveva trovato nei vestiti delle donne trucidate un vero tesoro in pietre preziose. Drostin restituì il tesoro e venne decorato. Iosif è però interessato ad un passo preciso del diario in cui il nonno gli prediva che avrebbe trovato il suo avvenire «all'incontro delle diagonali»; seguendo le criptiche indicazioni, trova parte del tesoro dello zar (evidentemente il nonno aveva consegnato alle autorità solo un'altra parte), ma viene seguito dal suo sadico caporeparto che, reso sospettoso dai movimenti di Iosif, e dopo averne assassinato la compagna, viene a sua volta ucciso dallo sfortunato operaio che, accusato dell'omicidio dell'amata, è costretto a fuggire a Mosca.

### 1999
Piacenza. Durante i lavori di ristrutturazione del castello di famiglia, il nobile decaduto Gerardo di Valnure trova diversi oggetti interessanti, fra cui una pietra d'angolo con incisa una gassa d'amante e un astuccio contenente alcune vecchie pergamene; spedisce queste ultime all'amica scienziata Sara Terracini affinché le restauri. I due scoprono così la profezia di de Payns e l'esistenza della setta; secondo Oswald Breil, ex capo del Mossad e ora divenuto viceministro, contattato da Terracini per chiarire alcuni punti, la setta esisterebbe tutt'oggi: avrebbe perso però il nobile scopo originario, trasformandosi in un gruppo di folli terroristi assetati di potere. Valnure lo scoprirà a proprie spese: recatosi in Israele per investigare, viene coinvolto in un incidente d'auto, da cui si salva per miracolo; tornato al castello, vi trova il proprio maggiordomo assassinato. Scapolo impenitente, Valnure accetta l'invito di una cantante con cui ha una relazione e che è stata invitata ad esibirsi nel viaggio inaugurale di una mastodontica nave da crociera: la Queen of Atlantis.
Costa Smeralda. Iosif Bykov è un milionario russo dal passato misterioso. In vacanza sul suo panfilo, viene avvicinato da un banchiere svizzero che conosce la sua vera attività, ossia mercante d'armi, rivelandogli di conoscere anche il suo vero cognome (Drostin). Minacciando di rivelare la sua vera identità alle autorità (Drostin è infatti tuttora ricercato per duplice omicidio), lo pone sotto ricatto per poter procurare al suo oscuro mandante una partita di testate nucleari. Secondo le istruzioni impartitigli, le testate verranno consegnate nel transatlantico Queen of Atlantis. Otto anni prima, dopo essere fuggito a Mosca e fatto per anni la vita da mendicante per tenersi nascosto, Drostin incontrò per caso Tanzic, un georgiano suo vecchio collega operaio che se n'era andato in cerca di fortuna: cosa che gli riuscì, diventando un boss della prostituzione moscovita. Recuperato con l'aiuto dell'amico il tesoro dei Romanov, Drostin convinse Tanzic a fare il salto di qualità e di occuparsi di armi.
New York. Maggie Erriot è una famosa conduttrice televisiva. Vent'anni prima, durante gli anni dell'università, scoprì di avere una specie di "sesto senso" che le faceva vedere avvenimenti che si sarebbero puntualmente verificati (fra cui il ferimento di Giovanni Paolo II). Durante una seduta spiritica organizzata per scherzo dagli amici Pat e Derrick, "vide" una "signora lucente" che parlava con un pastorello a proposito di un'oscura profezia. Delusa dal naufragio del suo matrimonio con un agente dell'antiterrorismo americano, accetta la proposta dell'amico Derrick (nel frattempo divenuto socio di un prestigioso studio legale) di fare una rimpatriata con gli altri due comuni vecchi amici Pat e Annie nel viaggio inaugurale della nave ammiraglia della compagnia di un cliente del suo studio: la Queen of Atlantis.
Mediterraneo orientale. A bordo della Queen of Atlantis avvengono gli ultimi frenetici avvenimenti che porteranno alla congiunzione delle sottotrame fin qui riassunte. A causa di una presunta epidemia di ebola, la nave viene posta in quarantena e si presenterà una squadra dell'OMS: in realtà si tratta dei terroristi della setta post-templare che sequestreranno nave e passeggeri. Fra i croceristi sono presenti due insospettabili appartenenti alla setta, fra cui il Gran Maestro in persona. Grazie a un parziale ravvedimento di Bykov, Breil viene a conoscenza delle testate e dovrà superarsi per rintracciare i luoghi in cui i terroristi vorrebbero farle esplodere; le esplosioni causerebbero infatti una catastrofe planetaria. Nel frattempo Sara Terracini, con l'aiuto del suo fido assistente Toni e di due agenti del Mossad, grazie alle sue geniali intuizioni sulla somiglianza fra la Cappella di Rosslyn e il Tempio di Salomone, scova nella chiesetta scozzese il sotterraneo nascosto in cui i discendenti del barone St Clair celarono il sarcofago di de Rochebrune e il tesoro di Salomone.
Nelle pagine finali, grazie a una "visione" di Maggie, verrà smascherata l'incredibile identità dell'ultimo Gran Maestro dei Poveri Cavalieri di Cristo, la setta creata da Bertrand de Rochebrune quasi settecento anni prima.

## Personaggi
Patrick SilverBrillante ingegnere informatico newyorkese e hacker, si guadagna da vivere grazie a piccole truffe informatiche, fino al gran colpo milionario che lo sistemerà a vita. È segretamente innamorato di Maggie fin dai tempi dell'università. Grazie alle sue conoscenze informatiche, contribuirà al salvataggio dei passeggeri della Queen of Atlantis.
Maggie ErriotCompagna d'università di Pat, conduttrice televisiva.
Derrick GrantAvvocato newyorkese.
Annie FergusonVirologa, chiude il quartetto di vecchi amici che si ritroveranno sulla Queen of Atlantis. Avrà un ruolo fondamentale nell'epidemia scoppiata sulla nave.
Timothy HasslerMarito di Maggie, è un grigio agente dell'antiterrorismo americano. Per cercare di recuperare il matrimonio in crisi, si reca in crociera con la moglie. Si offrirà come ostaggio ai terroristi al posto di Maggie, recuperando la sua stima.
Iosif Drostin/BykovGangster moscovita, venderà sotto ricatto dieci testate nucleari al gruppo terrorista. Ravvedutosi, fornirà, a costo della sua stessa vita, informazioni fondamentali a Breil.
Gerardo di ValnureNobile decaduto, amico di Sara e Maggie, si mantiene affittando l'enorme castello di famiglia ad attività ristorative ed immobiliari. Durante una ristrutturazione scova due reperti che lo porteranno ad un'avventura in giro per il Mediterraneo. Sarà protagonista nelle concitate fasi finali nella Queen.
Paola LariCantante italiana, si lega sentimentalmente a Gerardo, portandolo con sé nella crociera inaugurale della Queen, dove si sarebbe esibita.
Sara TerraciniRestauratrice italiana di fama mondiale.
Oswald BreilEx ufficiale e capo del Mossad, ora viceministro della Difesa di Israele.
Hans HoloffPericoloso ex agente della Stasi ricercato da tutti i servizi di sicurezza del mondo, è assoldato dalla setta.
Lionel GoosePasseggero della Queen, parrebbe un innocuo ometto di mezza età in crociera con la moglie. In realtà ha un passato nei Berretti verdi e avrà un ruolo fondamentale nelle tragiche vicende del sequestro della nave.
Arthur Di BonoÈ il capitano della Queen. Assieme a Pat, Maggie, Gerardo e Lionel salverà i passeggeri della nave, in rotta di collisione col porto di Haifa.
Pietro VassallePrimo ufficiale nonché responsabile della sicurezza della Queen.
Toni MarradesiAssistente di Sara Terracini, esperto storico e restauratore.

## Edizioni
- Marco Buticchi, Profezia, collana La gaja scienza, Milano, Longanesi, 2000,  pp. 442, ISBN 9788830416512.
- Marco Buticchi, Profezia, Teadue, Milano, TEA, 2002,  p. 442, ISBN 9788850201051.
- Marco Buticchi, Profezia, Best TEA, Milano, TEA, 2010,  p. 442, ISBN 9788850221103.
- Marco Buticchi, Profezia, Tea più, Milano, TEA, 7 novembre 2019,  p. 442, ISBN 9788850255597.
- Marco Buticchi, Profezia, SuperTEA, Milano, TEA, 12 luglio 2024,  p. 448, ISBN 9788850269532.
- (DE)  Marco Buticchi, Die dritte Prophezeiung: Thriller, Aus dem Italenischen von Karin Diemerling, München, Zürich, Piper, 2006.